# Juliet Campbell
Juliet Campbell (* 17. März 1970 in Kingston) ist eine ehemalige jamaikanische Leichtathletin. Die vielseitige Sprinterin trat individuell vor allem im 200-Meter-Lauf in Erscheinung, verstärkte bei internationalen Meisterschaften aber auch regelmäßig die 4-mal-100-Meter- und 4-mal-400-Meter-Staffeln Jamaikas.
Ihren ersten internationalen Einsatz für Jamaika hatte sie bei den Olympischen Spielen 1992 in Barcelona. Mit der 4-mal-400-Meter-Staffel belegte sie den fünften Platz, im 400-Meter-Lauf erreichte sie die Viertelfinalrunde. In beiden Wettbewerben startete sie auch bei den Weltmeisterschaften 1993 in Stuttgart. Mit der Staffel wurde sie Vierte, über 400 Meter Siebte. Das beste Resultat erzielte sie jedoch mit der 4-mal-100-Meter-Staffel. Zusammen mit Michelle Freeman, Nikole Mitchell und Merlene Ottey gewann sie in 41,94 s die Bronzemedaille hinter den Mannschaften aus Russland und den Vereinigten Staaten.
Bei den Olympischen Spielen 1996 in Atlanta verpasste Campbell mit der 4-mal-400-Meter-Staffel auf Platz vier wieder knapp eine Medaille. Im 400-Meter-Lauf stieß sie bis in das Halbfinale vor. Ebenfalls die Halbfinalrunde erreichte sie im 200-Meter-Lauf bei den Weltmeisterschaften 1997 in Athen. Ihre erste internationale Einzelmedaille gewann sie ein Jahr später bei den Commonwealth Games in Kuala Lumpur. Über 200 m belegte sie in 22,79 s Platz zwei hinter Nova Peris-Kneebone. Mit der 4-mal-100-Meter-Staffel holte Campbell eine weitere Silbermedaille.
1999 belegte sie über 200 m bei den Hallenweltmeisterschaften in Maebashi den fünften Platz und bei den Weltmeisterschaften in Sevilla den achten Platz. Bei den Olympischen Spielen 2000 in Sydney scheiterte sie über dieselbe Distanz in der Viertelfinalrunde. Ungleich erfolgreicher war sie bei den Hallenweltmeisterschaften 2001 in Lissabon. Dort gelang ihr in 22,64 s der Titelgewinn im 200-Meter-Lauf. In der 4-mal-400-Meter-Staffel gewann sie gemeinsam mit Charmaine Howell, Catherine Scott und Sandie Richards die Silbermedaille.
Bei den Commonwealth Games 2002 wurde sie über 200 m in 22,54 s hinter Debbie Ferguson Zweite. Über dieselbe Distanz holte sie bei den Hallenweltmeisterschaften 2003 in Birmingham ihre letzte internationale Medaille. Dort wurde sie in 22,81 s als Drittplatzierte hinter Muriel Hurtis und Anastassija Kapatschinskaja gewertet, nachdem die ursprüngliche Siegerin Michelle Collins nachträglich wegen Dopings disqualifiziert worden war.
Juliet Campbell ist 1,76 m groß und hatte ein Wettkampfgewicht von 62 kg.

## Bestleistungen
- Freiluft:
  - 200 m: 22,50 s, 25. August 1999, Sevilla
  - 400 m: 50,11 s, 3. Juli 1993, Kingston
- Halle:
  - 60 m: 7,16 s, 17. Februar 2002, Birmingham
  - 200 m: 22,64 s, 10. März 2001, Lissabon
  - 400 m: 51,78 s, 19. Februar 1998, Stockholm